# Badminton bei den Canada Games
Badminton gehört bei den Canada Games zu den Sportarten der Winter Games. Es ist seit der ersten Austragung 1967 im Programm. Bei den ersten Austragungen bis 1987 wurde nur ein Teamwettbewerb ausgetragen, danach kamen fünf Einzelwettbewerbe hinzu.

## Die Sieger
| Saison | Herreneinzel      | Dameneinzel       | Herrendoppel                        | Damendoppel                                    | Mixed                              | Team             |
| ------ | ----------------- | ----------------- | ----------------------------------- | ---------------------------------------------- | ---------------------------------- | ---------------- |
| 1967   | nicht ausgetragen | nicht ausgetragen | nicht ausgetragen                   | nicht ausgetragen                              | nicht ausgetragen                  | British Columbia |
| 1971   | nicht ausgetragen | nicht ausgetragen | nicht ausgetragen                   | nicht ausgetragen                              | nicht ausgetragen                  | British Columbia |
| 1975   | nicht ausgetragen | nicht ausgetragen | nicht ausgetragen                   | nicht ausgetragen                              | nicht ausgetragen                  | Ontario          |
| 1979   | nicht ausgetragen | nicht ausgetragen | nicht ausgetragen                   | nicht ausgetragen                              | nicht ausgetragen                  | Québec           |
| 1983   | nicht ausgetragen | nicht ausgetragen | nicht ausgetragen                   | nicht ausgetragen                              | nicht ausgetragen                  | Québec           |
| 1987   | nicht ausgetragen | nicht ausgetragen | nicht ausgetragen                   | nicht ausgetragen                              | nicht ausgetragen                  | Ontario          |
| 1991   | nicht ausgetragen | nicht ausgetragen | nicht ausgetragen                   | nicht ausgetragen                              | nicht ausgetragen                  | Québec           |
| 1995   | Brian Abra        | Anthea Poon       | Jean Philippe Goyette Bryan Moody   | Moira Ong Elma Ong                             | Mike Beres Kathleen Hunt           | Ontario          |
| 1999   | Andrew Dabeka     | Anna Rice         | Victor Peng Brian Prevoe            | Caroline Gibbings Valérie Loker                | Guillaume Proulx Nancy Desaulniers | Ontario          |
| 2003   | Sam Smith         | Lindsay Smith     | Alexandre Tremblay Mathieu Laforest | Chloe Lennox Jennifer Lam                      | Tom Lucas Valérie Loker            | Québec           |
| 2007   | Mathieu Laforest  | Joycelyn Ko       | Mathieu Laforest Francis Laforest   | Joycelyn Ko Stephanie Ko                       | Toby Ng Melody Liang               | British Columbia |
| 2011   | Alexander Pang    | Michelle Li       | Philippe Charron Maneepong Jongjit  | Michelle Li Alexandra Bruce                    | nicht ausgetragen                  | Ontario          |
| 2015   | Jason Ho-Shue     | Rachel Honderich  | Nyl Yakura Joshua Yu                | Anne-Julie Beaulieu Nadianie Ouaqouaq-Bergeron | Nyl Yakura Brittney Tam            | Ontario          |
| 2019   | Antonio Li        | Wendy Zhang       | Austin Bauer Kevin Lee              | Wendy Zhang Kylie Cheng                        | Austin Bauer Kyleigh O’Donoghue    | Alberta          |
| 2023   | Timothy Lock      | Chloe Hoang       | Ivan Li Colin Jia                   | Sophia Nong Jessica Cheng                      | Timothy Lock Chloe Hoang           |                  |